# Engrenage mortel (film, 2009)
Pour les articles homonymes, voir Engrenage mortel.
Pour plus de détails, voir Fiche technique et Distribution.
Engrenage mortel (Wrong Turn at Tahoe) est un film américain réalisé par Franck Khalfoun, sorti en 2009.

## Synopsis
Un dealer tue sans le savoir un trafiquant travaillant pour un parrain. Ce dernier décide alors de faire payer cette dette au meurtrier.

## Fiche technique
Sauf indication contraire, les informations mentionnées dans cette section peuvent être confirmées par la base de données cinématographiques IMDb,  présente dans la section « Liens externes ».
- Titre original : Wrong Turn at Tahoe
- Titre français : Engrenage mortel (ou Engrenage fatal)
- Réalisation : Franck Khalfoun
- Scénario : Eddie Nickerson
- Photographie : Christopher LaVasseur
- Musique : Nicholas Pike
- Pays d'origine :  États-Unis
- Langue originale : anglais
- Format : couleur - 35 mm - 2,35:1 - son Dolby Digital
- Genre : Film d'action, dramatique, thriller
- Durée : 91 minutes
- Dates de sortie : 
  - États-Unis : 17 novembre 2009 (en VOD) ; 12 janvier 2010 (sorti DVD)
  - France : 25 mars 2010 (sorti directement en DVD)

## Distribution
- Cuba Gooding Jr. (VF : Bruno Dubernat) : Joshua
- Miguel Ferrer (VF : Patrick Messe) : Vincent
- Harvey Keitel (VF : Bernard-Pierre Donnadieu) : Nino
- Alex Meneses (VF : Déborah Perret) : Marisa
- Leonor Varela : Anna
- Michael Sean Tighe (VF : Dominique Collignon-Maurin) : Jeff
- Noel Gugliemi (VF : Gilles Morvan) : Frankie Tahoe
- Johnny Messner (VF : Axel Kiener) : Mickey
- Mike Starr (VF : Jacques Frantz) : Paulie
- Louis Mandylor (VF : Ludovic Baugin) : Stephen
- Reed McColm : Donnie
- John Cenatiempo (it) (VF : José Luccioni) : Johnny C
- Paul Sampson (VF : Constantin Pappas) : Richie
- Edward Nickerson : Mattie
- Cole S. McKay (VF : José Luccioni) : Charlie
- Walter Poole (VF : Daniel Lobé) : Gregory, le garde du corps

 Source et légende : version française (VF) sur RS Doublage et selon le carton du doublage français sur le DVD zone 2.